# Мурашова
Мурашо́ва (рос. Мурашова) — присілок у складі Шатровського району Курганської області, Росія. Входить до складу Терсюкської сільської ради.
Населення — 39 осіб (2010, 58 у 2002).
Національний склад станом на 2002 рік: росіяни — 100 %.